# أليسون ولف
أليسون ولف (بالإنجليزية: Allison Wolfe) هي مغنية أمريكية، ولدت في 9 نوفمبر 1969 في ممفيس في الولايات المتحدة.

## وصلات خارجية
- أليسون ولف على موقع ميوزك برينز (الإنجليزية)
- أليسون ولف على موقع أول ميوزيك (الإنجليزية)
- أليسون ولف على موقع أول ميوزيك (الإنجليزية)
- أليسون ولف على موقع ديسكوغز (الإنجليزية)